# ستيفن برادفورد
ستيفن برادفورد (بالإنجليزية: Steffon Bradford)‏ مواليد 7 ديسمبر 1977 في كلوستون، هو لاعب كرة سلة أمريكي. بدأ مسيرته الاحترافية في سنة 2001. يلعب مع ليل في الدوري الفرنسي لكرة السلة الدرجة الثانية كلاعب وسط. يحمل الرقم 14.

## المسيرة الاحترافية
لعب مع سول سامسونج ثندرز في موسم 2002–2003، ثم لعب مع باريرينسي لكرة السلة في موسم 2004–2005، ثم لعب مع نادي كشالين لكرة السلة في موسم 2005–2006، ثم لعب مع جاي إس إف نانتير في الدوري الفرنسي من سنة 2006 إلى 2008، ثم لعب مع نادي كشالين لكرة السلة في سنة 2008، ثم لعب مع ليموج سي إس بي في الدوري الفرنسي في سنة 2009.